# Marcilly-le-Hayer
Marcilly-le-Hayer é uma comuna francesa na região administrativa de Grande Leste, no departamento de Aube. Estende-se por uma área de 34,34 km². Em 2010 a comuna tinha 738 habitantes (densidade: 21,5 hab./km²).